# Сошичненська волость
Сошичненська волость — адміністративно-територіальна одиниця Ковельського повіту Волинської губернії Російської імперії. Волосний центр — село Сошичне.
Станом на 1885 рік складалася з 13 поселень, 8 сільських горомад, Населення — 6382 осіб (3159 чоловічої статі та 3223 — жіночої), 1043 дворових господарства.
|                     | Площа, десятин | У тому числі орної, десятин |
| ------------------- | -------------- | --------------------------- |
| Сільських громад    | 17125          | 6310                        |
| Приватної власності | 7558           | 1028                        |
| Казенної власності  | 3816           | 23                          |
| Іншої власності     | 266            | 164                         |
| Загалом             | 28765          | 7525                        |

Основні поселення волості:
- Сошичне — колишнє власницьке село, за 28 верст від повітового міста, 998 осіб, 137 дворів; волосне правління, православна церква, школа, постоялий будинок.
- Запруддя — колишнє власницьке село, 305 осіб, 45 дворів, православна церква, водяний та кінний млини, винокурний завод.
- Карасин — колишнє власницьке село, 320 осіб, 57 дворів, православна церква, школа.
- Качин — колишнє власницьке село при річці Турія, 970 осіб, 171 двір, православна церква, школа, постоялий будинок.
- Личин — колишнє власницьке село при річці Турія, 973 особи, 153 двори, православна церква, школа, 2 водяних млини, вітряк.
- Нуйно (Нужель) — колишнє державне село, 1150 осіб, 198 дворів, 2 православних церкви, школа, водяний млин.